# Antinukleära antikroppar
Antinukleära antikroppar (ANA) är antikroppar som är riktade mot antigener i cellkärnan exempelvis DNA. ANA är av stor betydelse vid diagnostisering av SLE då man nästan alltid får ett positivt svar vid immunofluorescenstest.  ANA kan förekomma i låg frekvens hos normalbefolkningen oberoende av sjukdom. Dessa är förknippade med reumatiska och autoimmuna sjukdomar. Kompletterande provtagningar kan behövas för att fastställa diagnos. 
Den vanligaste antikroppen är riktad mot dubbelsträngat DNA, Det naturliga DNA som förekommer i 80 % av patienterna. Antinukleära antikroppar är inte specifika för SLE; de kan även förekomma i andra autoimmuna sjukdomar såsom Sjögrens syndrom och sklerodermi. 